# Заратит
Зарати́т — мінерал, водний гідроксилкарбонат нікелю.

## Загальна характеристика
Хімічна формула: Ni3(CO3)(OH)4х4H2O.
Містить (%): NiO — 59,56; CO2 — 11,7; H2O –28,74.
Сингонія кубічна.
Твердість 3,0—3,75.
Густина 2,6.
Смарагдово зелений. Прозорий до напівпрозорого.
Блиск скляний до жирного. Крихкий.
Злом раковистий. Ізотропний. Масивний, або у вигляді кірок. Вторинний мінерал у основних та ультраосновних гірських породах. Асоціює з іншими карбонатами та гідроксидами.